# Mount Tidd
Mount Tidd ist ein felsiger Berg im westantarktischen Ellsworthland. Er ist die höchste Erhebung in den Pirrit Hills.
Seine Position wurde am 10. Dezember 1958 von der US-amerikanischen Ellsworth-Byrd Traverse Party bestimmt und er nach Paul Tidd (1924–1974) benannt, Hubschrauberpilot bei den Reservestreitkräften der United States Navy und Leiter der Ellsworth-Station im Jahr 1958.